# Liste der Großsteingräber in Rheinland-Pfalz
Die Liste der Großsteingräber in Rheinland-Pfalz umfasst alle bekannten Großsteingräber auf dem Gebiet des heutigen Bundeslandes Rheinland-Pfalz.

## Liste der Gräber
- Grab: Nennt die Bezeichnung des Grabes sowie gebräuchliche Alternativbezeichnungen
- Ort: Nennt die Gemeinde und ggf. den Ortsteil, in dem sich das Grab befindet.
- Landkreis: Nennt den Landkreis, dem die Gemeinde angehört. BIT: Eifelkreis Bitburg-Prüm; MYK: Landkreis Mayen-Koblenz; NR: Landkreis Neuwied; TR: Landkreis Trier-Saarburg; WW: Westerwaldkreis
- Typ: Unterscheidung verschiedener Grabtypen
  - Galeriegrab: in den Boden eingetiefte rechteckige Grabkammer mit Zugang über einen Vorraum an einer Schmalseite

### Erhaltene Gräber
| Grab                                   | Ort          | Landkreis | Typ         | Anmerkungen                     | Bild                                 |
| -------------------------------------- | ------------ | --------- | ----------- | ------------------------------- | ------------------------------------ |
| Großsteingrab Bonerath („Drei Mörder“) | Bonerath     | TR        |             |                                 | Großsteingrab Bonerath „Drei Mörder“ |
| Großsteingrab Kruft                    | Kruft        | MYK       |             |                                 |                                      |
| Großsteingrab Mayen 1                  | Mayen        | MYK       | unbekannt   | Bei Straßenbauarbeiten entdeckt |                                      |
| Großsteingrab Schankweiler             | Schankweiler | BIT       | Galeriegrab |                                 |                                      |

### Umgesetzte Gräber
| Grab                       | Ort        | Landkreis | Typ         | Anmerkungen                                                                                | Bild                       |
| -------------------------- | ---------- | --------- | ----------- | ------------------------------------------------------------------------------------------ | -------------------------- |
| Galeriegrab Oberzeuzheim I | Hachenburg | WW        | Galeriegrab | ursprünglich aus Hadamar-Oberzeuzheim (Hessen), umgesetzt ins Landschaftsmuseum Westerwald | Großsteingrab Oberzeuzheim |

### Zerstörte Gräber
| Grab                   | Ort                              | Landkreis | Typ         | Anmerkungen                     | Bild |
| ---------------------- | -------------------------------- | --------- | ----------- | ------------------------------- | ---- |
| Großsteingrab Heimbach | Neuwied, Stadtteil Heimbach-Weis | NR        | Galeriegrab |                                 |      |
| Großsteingrab Mayen 2  | Mayen                            | MYK       | unbekannt   | Bei Straßenbauarbeiten entdeckt |      |
| Großsteingrab Mayen 3  | Mayen                            | MYK       | unbekannt   | Bei Straßenbauarbeiten entdeckt |      |